# Copa Promesas MX 2024
La Copa Promesas MX 2024, llamada oficialmente Copa Promesas LMX-LP-TDP 2024, fue la primera edición de la Copa Promesas MX, un torneo oficial celebrado entre los equipos de la Liga MX Sub-19, la Liga Premier de México y la Liga TDP.
El 17 de julio de 2024 la Liga MX en conjunto con las Ligas Premier y TDP (nombres oficiales de las categorías de Segunda y Tercera División) presentaron una nueva competición denominada Copa Promesas MX, la cual estará compuesta por 64 equipos y será jugada durante los meses de julio y agosto con el objetivo de buscar darle mayor oportunidad de desarrollo a los futbolistas juveniles del país, por este motivo, los clubes de la Liga MX participarán a través de sus equipos de categoría Sub-19, mientras que los representativos de las otras dos ligas lo harán con sus escuadras habituales al ya existir un límite de edad reglamentario en esas divisiones.
El título tiene el reconocimiento como oficial por parte de la Federación Mexicana de Fútbol.

## Sistema de competición

### Clasificación
La Copa Promesas MX es disputada por 64 equipos: 18 provenientes de la Liga MX Sub-19, 14 clubes de la Liga Premier y 32 escuadras de la Liga TDP. Para esta edición los representantes de las ligas Premier y TDP fueron elegidos por invitación.

### Desarrollo
Los 64 equipos serán divididos en 16 grupos, contando cada uno de ellos con cuatro clubes. Para la conformación de los 16 sectores se tomarán en cuenta criterios de cercanía geográfica. Los mejores equipos de cada grupo se clasificarán a la fase final, en donde se jugarán rondas de octavos, cuartos de final, semifinales y la final. En la fase de grupos se otorgarán tres puntos por victoria, un punto por empate y cero por derrota, sin embargo, en el caso de que los juegos terminen en empate se celebrará una tanda de penales para otorgar un punto extra al ganador, un sistema que ya se utiliza en las ligas Premier y TDP.
Los partidos serán jugados en la cancha del club de menor categoría, a excepción de la final, la cual será disputada en el complejo deportivo ubicado en  sede de la Federación Mexicana de Fútbol en Toluca. En el caso de que coincidan equipos de una misma división, la localía la tendrá el equipo que tuvo un mejor desempeño en la fase de grupos.
| Liga MX Sub-19 (18 equipos) | Liga Premier (13 equipos) | Liga TDP (33 equipos) |
| --- | --- | --- |
| Liga MX Sub-19 - América Sub-19 - Atlas Sub-19 - Atlético de San Luis Sub-19 - Cruz Azul Sub-19 - Guadalajara Sub-19 - FC Juárez Sub-19 - León Sub-19 - Mazatlán Sub-19 - Monterrey Sub-19 - Necaxa Sub-19 - Pachuca Sub-19 - Puebla Sub-19 - Querétaro Sub-19 - Santos Laguna Sub-19 - Tigres Sub-19 - Tijuana Sub-19 - Toluca Sub-19 - UNAM Sub-19 | - Atlético Aragón - Atlético Pachuca - Calor - Cordobés F.C. - Halcones F.C. - Leones Negros "B" - Mexicali F.C. - Racing de Veracruz - Santiago F.C. - Tecos - Tigres de Álica - Zitácuaro - Zacatepec | - Acatlán F.C. TDP - Arietes F.C. - Artesanos Metepec TDP - Atlético Leonés - Atlético Tijuana - Bombarderos de Tecámac - Cachanillas F.C. - C.F. Cadereyta - F.C. CEPROFFA - Cobras Fut Premier - Delfines UGM - Diablos Tesistán - Dorados de Sinaloa TDP - Ecatepec F.C. - Gorilas de Juanacatlán - Héroes de Zaci - Hidalguense - Inter de Querétaro - Irritilas F.C. - La Tribu de Ciudad Juárez - F.C. Licántropos - Mineros Querétaro - C.D. Muxes - C.F. Nuevo León - Oceanía F.C. - Orishas Tepeji F.C. - Pabellón F.C. - Potosinos F.C. - San Isidro Laguna - Tapatíos Soccer - Tigres Yautepec - Titanes de Querétaro - Xalisco F.C. |

## Fase de grupos

### Grupo 1
| Pos. | Equipo                    | Pts. | PJ | G | E | P | GF | GC | Dif. | Clasificación          |
| ---- | ------------------------- | ---- | -- | - | - | - | -- | -- | ---- | ---------------------- |
| 1    | La Tribu de Ciudad Juárez | 7    | 3  | 2 | 1 | 0 | 9  | 1  | +8   | Avanza a la fase final |
| 2    | F.C. CEPROFFA             | 5    | 3  | 1 | 1 | 1 | 2  | 2  | 0    |                        |
| 3    | FC Juárez Sub-19          | 5    | 3  | 1 | 1 | 1 | 1  | 1  | 0    |                        |
| 4    | Cobras Fut Premier        | 1    | 3  | 0 | 1 | 2 | 0  | 8  | −8   |                        |

Actualizado a los partidos jugados el 2 de agosto de 2024.
 Fuente: Copa Promesas MX
Criterios de clasificación: Puntos · Diferencia de goles · Goles a favor · Goles a favor como visitante · Enfrentamientos directos · Fair Play · Sorteo
| La Tribu de Ciudad Juárez | (3) 0 – 0 (4) | FC Juárez Sub-19   | Complejo La Tribu | 27 de julio | 17:00 |
| F.C. CEPROFFA             | (4) 0 – 0 (2) | Cobras Fut Premier | CEPROFFA          | 27 de julio | 17:30 |
| La Tribu de Ciudad Juárez | 7 - 0         | Cobras Fut Premier | Complejo La Tribu | 30 de julio | 17:00 |
| F.C. CEPROFFA             | 1 – 0         | FC Juárez Sub-19   | CEPROFFA          | 30 de julio | 17:30 |
| La Tribu de Ciudad Juárez | 2 – 1         | F.C. CEPROFFA      | Complejo La Tribu | 2 de agosto | 10:00 |
| Cobras Fut Premier        | 0 – 1         | FC Juárez Sub-19   | 20 de Noviembre   | 2 de agosto | 12:00 |

### Grupo 2
| Pos. | Equipo           | Pts. | PJ | G | E | P | GF | GC | Dif. | Clasificación          |
| ---- | ---------------- | ---- | -- | - | - | - | -- | -- | ---- | ---------------------- |
| 1    | Santiago F.C.    | 7    | 3  | 2 | 1 | 0 | 5  | 2  | +3   | Avanza a la fase final |
| 2    | Tigres Sub-19    | 5    | 3  | 1 | 1 | 1 | 4  | 4  | 0    |                        |
| 3    | C.F. Cadereyta   | 3    | 3  | 1 | 0 | 2 | 3  | 4  | −1   |                        |
| 4    | Monterrey Sub-19 | 3    | 3  | 1 | 0 | 2 | 3  | 5  | −2   |                        |

Actualizado a los partidos jugados el 2 de agosto de 2024.
 Fuente: Copa Promesas MX
Criterios de clasificación: Puntos · Diferencia de goles · Goles a favor · Goles a favor como visitante · Enfrentamientos directos · Fair Play · Sorteo
| Tigres Sub-19  | 0 – 2         | Monterrey Sub-19 | Instalaciones de Zuazua | 27 de julio | 11:00 |
| C.F. Cadereyta | 0 – 1         | Santiago F.C.    | Clemente Salinas Netro  | 27 de julio | 19:00 |
| C.F. Cadereyta | 3 – 1         | Monterrey Sub-19 | Clemente Salinas Netro  | 30 de julio | 19:00 |
| Santiago F.C.  | (2) 2 – 2 (3) | Tigres Sub-19    | FCD El Barrial          | 30 de julio | 19:00 |
| Santiago F.C.  | 2 – 0         | Monterrey Sub-19 | FCD El Barrial          | 2 de agosto | 19:00 |
| C.F. Cadereyta | 0 – 2         | Tigres Sub-19    | Clemente Salinas Netro  | 2 de agosto | 19:00 |

### Grupo 3
| Pos. | Equipo               | Pts. | PJ | G | E | P | GF | GC | Dif. | Clasificación          |
| ---- | -------------------- | ---- | -- | - | - | - | -- | -- | ---- | ---------------------- |
| 1    | Santos Laguna Sub-19 | 9    | 3  | 3 | 0 | 0 | 9  | 2  | +7   | Avanza a la fase final |
| 2    | C.F. Nuevo León      | 6    | 3  | 2 | 0 | 1 | 3  | 4  | −1   |                        |
| 3    | Irritilas F.C.       | 3    | 3  | 1 | 0 | 2 | 3  | 3  | 0    |                        |
| 4    | San Isidro Laguna    | 0    | 3  | 0 | 0 | 3 | 2  | 8  | −6   |                        |

Actualizado a los partidos jugados el 2 de agosto de 2024.
 Fuente: Copa Promesas MX
Criterios de clasificación: Puntos · Diferencia de goles · Goles a favor · Goles a favor como visitante · Enfrentamientos directos · Fair Play · Sorteo
| C.F. Nuevo León   | 2 – 0 | San Isidro Laguna    | Unidad Deportiva Oriente     | 27 de julio | 10:00 |
| Irritilas F.C.    | 0 – 2 | Santos Laguna Sub-19 | Quinta Ximena                | 27 de julio | 17:00 |
| C.F. Nuevo León   | 0 – 4 | Santos Laguna Sub-19 | Unidad Deportiva Oriente     | 30 de julio | 17:00 |
| Irritilas F.C.    | 3 – 0 | San Isidro Laguna    | Quinta Ximena                | 30 de julio | 17:00 |
| C.F. Nuevo León   | 1 – 0 | Irritilas F.C.       | Unidad Deportiva Oriente     | 2 de agosto | 10:00 |
| San Isidro Laguna | 2 – 3 | Santos Laguna Sub-19 | Olímpico Francisco I. Madero | 2 de agosto | 17:00 |

### Grupo 4
| Pos. | Equipo                      | Pts. | PJ | G | E | P | GF | GC | Dif. | Clasificación          |
| ---- | --------------------------- | ---- | -- | - | - | - | -- | -- | ---- | ---------------------- |
| 1    | Necaxa Sub-19               | 8    | 3  | 2 | 1 | 0 | 6  | 1  | +5   | Avanza a la fase final |
| 2    | Atlético de San Luis Sub-19 | 5    | 3  | 1 | 1 | 1 | 4  | 4  | 0    |                        |
| 3    | Potosinos F.C.              | 4    | 3  | 1 | 1 | 1 | 7  | 4  | +3   |                        |
| 4    | Pabellón F.C.               | 1    | 3  | 0 | 1 | 2 | 1  | 9  | −8   |                        |

Actualizado a los partidos jugados el 2 de agosto de 2024.
 Fuente: Copa Promesas MX
Criterios de clasificación: Puntos · Diferencia de goles · Goles a favor · Goles a favor como visitante · Enfrentamientos directos · Fair Play · Sorteo
| Atlético de San Luis Sub-19 | 0 - 1         | Necaxa Sub-19               | Centro de Entrenamiento La Presa     | 27 de julio | 11:00 |
| Potosinos F.C.              | 4 – 0         | Pabellón F.C.               | Unidad Deportiva Adolfo López Mateos | 27 de julio | 12:00 |
| Pabellón F.C.               | (4) 1 – 1 (5) | Atlético de San Luis Sub-19 | Ferrocarrilero Las Tres Centurias    | 30 de julio | 12:00 |
| Potosinos F.C.              | (2) 1 – 1 (3) | Necaxa Sub-19               | Unidad Deportiva Adolfo López Mateos | 30 de julio | 16:00 |
| Potosinos F.C.              | 2 – 3         | Atlético de San Luis Sub-19 | Unidad Deportiva Adolfo López Mateos | 2 de agosto | 16:00 |
| Pabellón F.C.               | 0 – 4         | Necaxa Sub-19               | Ferrocarrilero Las Tres Centurias    | 2 de agosto | 17:00 |

### Grupo 5
| Pos. | Equipo           | Pts. | PJ | G | E | P | GF | GC | Dif. | Clasificación          |
| ---- | ---------------- | ---- | -- | - | - | - | -- | -- | ---- | ---------------------- |
| 1    | Tijuana Sub-19   | 9    | 3  | 3 | 0 | 0 | 10 | 1  | +9   | Avanza a la fase final |
| 2    | Atlético Tijuana | 5    | 3  | 1 | 1 | 1 | 3  | 4  | −1   |                        |
| 3    | Mexicali F.C.    | 3    | 3  | 1 | 0 | 2 | 5  | 7  | −2   |                        |
| 4    | Cachanillas F.C. | 1    | 3  | 0 | 1 | 2 | 3  | 9  | −6   |                        |

Actualizado a los partidos jugados el 2 de agosto de 2024.
 Fuente: Copa Promesas MX
Criterios de clasificación: Puntos · Diferencia de goles · Goles a favor · Goles a favor como visitante · Enfrentamientos directos · Fair Play · Sorteo
| Atlético TIjuana | 2 – 1         | Mexicali F.C.    | Unidad Deportiva Reforma  | 27 de julio | 16:00 |
| Cachanillas F.C. | 0 – 5         | Tijuana Sub-19   | Campo Necaxa              | 27 de julio | 19:00 |
| Atlético TIjuana | 0 – 2         | Tijuana Sub-19   | Unidad Deportiva Reforma  | 30 de julio | 16:00 |
| Cachanillas F.C. | 2 – 3         | Mexicali F.C.    | Campo Necaxa              | 30 de julio | 19:00 |
| Atlético TIjuana | (4) 0 – 0 (3) | Cachanillas F.C. | Unidad Deportiva Reforma  | 2 de agosto | 16:00 |
| Mexicali F.C.    | 1 – 3         | Tijuana Sub-19   | Ciudad Deportiva Mexicali | 2 de agosto | 16:00 |

### Grupo 6
| Pos. | Equipo                 | Pts. | PJ | G | E | P | GF | GC | Dif. | Clasificación          |
| ---- | ---------------------- | ---- | -- | - | - | - | -- | -- | ---- | ---------------------- |
| 1    | Mazatlán Sub-19        | 9    | 3  | 3 | 0 | 0 | 6  | 0  | +6   | Avanza a la fase final |
| 2    | Dorados de Sinaloa TDP | 5    | 3  | 1 | 1 | 1 | 4  | 5  | −1   |                        |
| 3    | Xalisco F.C.           | 3    | 3  | 0 | 2 | 1 | 2  | 3  | −1   |                        |
| 4    | Tigres de Álica        | 1    | 3  | 0 | 1 | 2 | 3  | 7  | −4   |                        |

Actualizado a los partidos jugados el 2 de agosto de 2024.
 Fuente: Copa Promesas MX
Criterios de clasificación: Puntos · Diferencia de goles · Goles a favor · Goles a favor como visitante · Enfrentamientos directos · Fair Play · Sorteo
| Dorados de Sinaloa TDP | 3 – 2         | Tigres de Álica        | Unidad Deportiva SAGARPA    | 27 de julio | 10:00 |
| Xalisco F.C.           | 0 – 1         | Mazatlán Sub-19        | Unidad Deportiva Landareñas | 27 de julio | 15:00 |
| Tigres de Álica        | 0 – 3         | Mazatlán Sub-19        | Unidad Deportiva Juanelo    | 30 de julio | 15:00 |
| Xalisco F.C.           | (5) 1 – 1 (6) | Dorados de Sinaloa TDP | Unidad Deportiva Landareñas | 30 de julio | 15:00 |
| Dorados de Sinaloa TDP | 0 – 2         | Mazatlán Sub-19        | Unidad Deportiva SAGARPA    | 2 de agosto | 10:00 |
| Xalisco F.C.           | (4) 1 – 1 (2) | Tigres de Álica        | Unidad Deportiva Landareñas | 2 de agosto | 15:00 |

### Grupo 7
| Pos. | Equipo             | Pts. | PJ | G | E | P | GF | GC | Dif. | Clasificación          |
| ---- | ------------------ | ---- | -- | - | - | - | -- | -- | ---- | ---------------------- |
| 1    | Diablos Tesistán   | 6    | 3  | 2 | 0 | 1 | 4  | 1  | +3   | Avanza a la fase final |
| 2    | Leones Negros "B"  | 6    | 3  | 2 | 0 | 1 | 4  | 3  | +1   |                        |
| 3    | Guadalajara Sub-19 | 5    | 3  | 1 | 1 | 1 | 2  | 3  | −1   |                        |
| 4    | Acatlán F.C. TDP   | 1    | 3  | 0 | 1 | 2 | 1  | 4  | −3   |                        |

Actualizado a los partidos jugados el 2 de agosto de 2024.
 Fuente: Copa Promesas MX
Criterios de clasificación: Puntos · Diferencia de goles · Goles a favor · Goles a favor como visitante · Enfrentamientos directos · Fair Play · Sorteo
| Diablos Tesistán  | 3 – 0         | Guadalajara Sub-19 | Deportivo Diablos Tesistán           | 27 de julio | 16:00 |
| Acatlán F.C. TDP  | 1 – 3         | Leones Negros "B"  | Municipal Miguel Hidalgo             | 27 de julio | 18:00 |
| Diablos Tesistán  | 0 – 1         | Leones Negros "B"  | Deportivo Diablos Tesistán           | 30 de julio | 16:00 |
| Acatlán F.C. TDP  | (0) 0 – 0 (3) | Guadalajara Sub-19 | Municipal Miguel Hidalgo             | 30 de julio | 18:00 |
| Leones Negros "B" | 0 – 2         | Guadalajara Sub-19 | Club Deportivo La Primavera U. de G. | 2 de agosto | 11:00 |
| Diablos Tesistán  | 1 – 0         | Acatlán F.C. TDP   | Deportivo Diablos Tesistán           | 2 de agosto | 16:00 |

### Grupo 8
| Pos. | Equipo                 | Pts. | PJ | G | E | P | GF | GC | Dif. | Clasificación          |
| ---- | ---------------------- | ---- | -- | - | - | - | -- | -- | ---- | ---------------------- |
| 1    | Atlas Sub-19           | 7    | 3  | 2 | 1 | 0 | 5  | 2  | +3   | Avanza a la fase final |
| 2    | Tapatíos Soccer        | 6    | 3  | 2 | 0 | 1 | 3  | 2  | +1   |                        |
| 3    | Gorilas de Juanacatlán | 4    | 3  | 0 | 2 | 1 | 4  | 6  | −2   |                        |
| 4    | Tecos                  | 1    | 3  | 0 | 1 | 2 | 2  | 4  | −2   |                        |

Actualizado a los partidos jugados el 2 de agosto de 2024.
 Fuente: Copa Promesas MX
Criterios de clasificación: Puntos · Diferencia de goles · Goles a favor · Goles a favor como visitante · Enfrentamientos directos · Fair Play · Sorteo
| Gorilas de Juanacatlán | (5) 2 – 2 (3) | Atlas Sub-19    | Club Deportivo Juanacatlán          | 27 de julio | 18:00 |
| Tapatíos Soccer        | 1 – 0         | Tecos F.C.      | Centro de Alto Rendimiento Tapatíos | 27 de julio | 19:00 |
| Tecos F.C.             | 0 – 1         | Atlas Sub-19    | Tres de Marzo                       | 30 de julio | 18:00 |
| Gorilas de Juanacatlán | 0 – 2         | Tapatíos Soccer | Club Deportivo Juanacatlán          | 30 de julio | 18:00 |
| Gorilas de Juanacatlán | (9) 2 – 2 (8) | Tecos F.C.      | Club Deportivo Juanacatlán          | 2 de agosto | 18:00 |
| Tapatíos Soccer        | 0 – 2         | Atlas Sub-19    | Centro de Alto Rendimiento Tapatíos | 2 de agosto | 19:00 |

### Grupo 9
| Pos. | Equipo             | Pts. | PJ | G | E | P | GF | GC | Dif. | Clasificación          |
| ---- | ------------------ | ---- | -- | - | - | - | -- | -- | ---- | ---------------------- |
| 1    | León Sub-19        | 7    | 3  | 2 | 1 | 0 | 2  | 0  | +2   | Avanza a la fase final |
| 2    | Atlético Leonés    | 6    | 3  | 2 | 0 | 1 | 3  | 1  | +2   |                        |
| 3    | Calor              | 5    | 3  | 1 | 1 | 1 | 5  | 2  | +3   |                        |
| 4    | Inter de Querétaro | 0    | 3  | 0 | 0 | 3 | 1  | 8  | −7   |                        |

Actualizado a los partidos jugados el 2 de agosto de 2024.
 Fuente: Copa Promesas MX
Criterios de clasificación: Puntos · Diferencia de goles · Goles a favor · Goles a favor como visitante · Enfrentamientos directos · Fair Play · Sorteo
| Atlético Leonés    | 1 – 0         | Calor           | CODE Las Joyas           | 27 de julio | 13:00 |
| Inter de Querétaro | 0 – 1         | León Sub-19     | Parque Bicentenario      | 27 de julio | 16:00 |
| Inter de Querétaro | 1 – 5         | Calor           | Parque Bicentenario      | 30 de julio | 12:00 |
| Atlético Leonés    | 0 – 1         | León Sub-19     | CODE Las Joyas           | 30 de julio | 13:00 |
| Inter de Querétaro | 0 – 2         | Atlético Leonés | Parque Bicentenario      | 2 de agosto | 12:00 |
| Calor              | (4) 0 – 0 (3) | León Sub-19     | Instituto Oviedo Náutico | 2 de agosto | 12:00 |

### Grupo 10
| Pos. | Equipo               | Pts. | PJ | G | E | P | GF | GC | Dif. | Clasificación          |
| ---- | -------------------- | ---- | -- | - | - | - | -- | -- | ---- | ---------------------- |
| 1    | Halcones F.C.        | 9    | 3  | 3 | 0 | 0 | 10 | 1  | +9   | Avanza a la fase final |
| 2    | Querétaro Sub-19     | 6    | 3  | 2 | 0 | 1 | 12 | 2  | +10  |                        |
| 3    | Titanes de Querétaro | 3    | 3  | 1 | 0 | 2 | 5  | 4  | +1   |                        |
| 4    | Mineros Querétaro    | 0    | 3  | 0 | 0 | 3 | 1  | 21 | −20  |                        |

Actualizado a los partidos jugados el 2 de agosto de 2024.
 Fuente: Copa Promesas MX
Criterios de clasificación: Puntos · Diferencia de goles · Goles a favor · Goles a favor como visitante · Enfrentamientos directos · Fair Play · Sorteo
| Halcones F.C.        | 7 – 0 | Mineros Querétaro    | Instalaciones FC Total             | 27 de julio | 11:00 |
| Titanes de Querétaro | 0 – 2 | Querétaro Sub-19     | Unidad Deportiva San José Iturbide | 27 de julio | 16:00 |
| Mineros Querétaro    | 0 – 9 | Querétaro Sub-19     | Universidad CEICKOR                | 30 de julio | 10:00 |
| Titanes de Querétaro | 0 – 1 | Halcones F.C.        | Unidad Deportiva San José Iturbide | 30 de julio | 16:00 |
| Mineros Querétaro    | 1 – 5 | Titanes de Querétaro | Universidad CEICKOR                | 2 de agosto | 10:00 |
| Halcones F.C.        | 2 – 1 | Querétaro Sub-19     | Olímpico Alameda                   | 2 de agosto | 19:00 |

### Grupo 11
| Pos. | Equipo             | Pts. | PJ | G | E | P | GF | GC | Dif. | Clasificación          |
| ---- | ------------------ | ---- | -- | - | - | - | -- | -- | ---- | ---------------------- |
| 1    | Delfines UGM       | 7    | 3  | 1 | 2 | 0 | 3  | 2  | +1   | Avanza a la fase final |
| 2    | Racing de Veracruz | 6    | 3  | 2 | 0 | 1 | 4  | 2  | +2   |                        |
| 3    | Puebla Sub-19      | 3    | 3  | 0 | 2 | 1 | 3  | 4  | −1   |                        |
| 4    | F.C. Licántropos   | 2    | 3  | 0 | 2 | 1 | 2  | 4  | −2   |                        |

Actualizado a los partidos jugados el 3 de agosto de 2024.
 Fuente: Copa Promesas MX
Criterios de clasificación: Puntos · Diferencia de goles · Goles a favor · Goles a favor como visitante · Enfrentamientos directos · Fair Play · Sorteo
| F.C. Licántropos   | 0 – 2          | Racing de Veracruz | Unidad Deportiva El Cóndor    | 27 de julio | 11:00 |
| Delfines UGM       | (10) 1 – 1 (9) | Puebla Sub-19      | UGM Nogales                   | 27 de julio | 13:00 |
| Delfines UGM       | (4) 0 – 0 (3)  | F.C. Licántropos   | UGM Nogales                   | 30 de julio | 15:00 |
| Racing de Veracruz | 1 – 0          | Puebla Sub-19      | Unidad Deportiva Hugo Sánchez | 31 de julio | 19:00 |
| F.C. Licántropos   | (5) 2 – 2 (6)  | Puebla Sub-19      | Unidad Deportiva El Cóndor    | 3 de agosto | 10:00 |
| Delfines UGM       | 2 – 1          | Racing de Veracruz | UGM Nogales                   | 3 de agosto | 13:00 |

### Grupo 12
| Pos. | Equipo                 | Pts. | PJ | G | E | P | GF | GC | Dif. | Clasificación          |
| ---- | ---------------------- | ---- | -- | - | - | - | -- | -- | ---- | ---------------------- |
| 1    | Pachuca Sub-19         | 8    | 3  | 2 | 1 | 0 | 11 | 4  | +7   | Avanza a la fase final |
| 2    | Atlético Pachuca       | 6    | 3  | 2 | 0 | 1 | 5  | 6  | −1   |                        |
| 3    | Bombarderos de Tecámac | 2    | 3  | 0 | 2 | 1 | 3  | 4  | −1   |                        |
| 4    | Hidalguense            | 2    | 3  | 0 | 1 | 2 | 2  | 7  | −5   |                        |

Actualizado a los partidos jugados el 2 de agosto de 2024.
 Fuente: Copa Promesas MX
Criterios de clasificación: Puntos · Diferencia de goles · Goles a favor · Goles a favor como visitante · Enfrentamientos directos · Fair Play · Sorteo
| Bombarderos de Tecámac | 0 – 1         | Atlético Pachuca | Deportivo Sierra Hermosa        | 27 de julio | 11:00 |
| Hidalguense            | 0 – 4         | Pachuca Sub-19   | Club Hidalguense                | 27 de julio | 12:00 |
| Bombarderos de Tecámac | (2) 1 – 1 (4) | Pachuca Sub-19   | Deportivo Sierra Hermosa        | 30 de julio | 11:00 |
| Hidalguense            | 0 – 1         | Atlético Pachuca | Club Hidalguense                | 30 de julio | 12:00 |
| Bombarderos de Tecámac | (2) 2 – 2 (4) | Hidalguense      | Deportivo Sierra Hermosa        | 2 de agosto | 11:00 |
| Atlético Pachuca       | 3 – 6         | Pachuca Sub-19   | Universidad del Fútbol Cancha 4 | 2 de agosto | 12:00 |

### Grupo 13
| Pos. | Equipo                | Pts. | PJ | G | E | P | GF | GC | Dif. | Clasificación          |
| ---- | --------------------- | ---- | -- | - | - | - | -- | -- | ---- | ---------------------- |
| 1    | Toluca Sub-19         | 9    | 3  | 3 | 0 | 0 | 8  | 4  | +4   | Avanza a la fase final |
| 2    | Zitácuaro             | 6    | 3  | 2 | 0 | 1 | 8  | 4  | +4   |                        |
| 3    | Artesanos Metepec TDP | 3    | 3  | 1 | 0 | 2 | 4  | 4  | 0    |                        |
| 4    | Orishas Tepeji F.C.   | 0    | 3  | 0 | 0 | 3 | 2  | 10 | −8   |                        |

Actualizado a los partidos jugados el 3 de agosto de 2024.
 Fuente: Copa Promesas MX
Criterios de clasificación: Puntos · Diferencia de goles · Goles a favor · Goles a favor como visitante · Enfrentamientos directos · Fair Play · Sorteo
| Orishas Tepeji        | 0 – 3 | Zitácuaro      | Deportivo Tepeji                | 27 de julio | 18:00 |
| Artesanos Metepec TDP | 0 – 1 | Toluca Sub-19  | Unidad Deportiva Alarcón Hisojo | 28 de julio | 10:00 |
| Zitácuaro             | 3 – 4 | Toluca Sub-19  | Ignacio López Rayón             | 30 de julio | 13:00 |
| Artesanos Metepec TDP | 4 – 1 | Orishas Tepeji | Unidad Deportiva Alarcón Hisojo | 30 de julio | 16:00 |
| Artesanos Metepec TDP | 0 – 2 | Zitácuaro      | Unidad Deportiva Alarcón Hisojo | 2 de agosto | 16:00 |
| Orishas Tepeji        | 1 – 3 | Toluca Sub-19  | Deportivo Tepeji                | 2 de agosto | 18:00 |

### Grupo 14
| Pos. | Equipo          | Pts. | PJ | G | E | P | GF | GC | Dif. | Clasificación          |
| ---- | --------------- | ---- | -- | - | - | - | -- | -- | ---- | ---------------------- |
| 1    | Atlético Aragón | 9    | 3  | 3 | 0 | 0 | 4  | 0  | +4   | Avanza a la fase final |
| 2    | América Sub-19  | 6    | 3  | 2 | 0 | 1 | 5  | 2  | +3   |                        |
| 3    | C.D. Muxes      | 3    | 3  | 1 | 0 | 2 | 3  | 5  | −2   |                        |
| 4    | Héroes de Zaci  | 0    | 3  | 0 | 0 | 3 | 0  | 5  | −5   |                        |

Actualizado a los partidos jugados el 2 de agosto de 2024.
 Fuente: Copa Promesas MX
Criterios de clasificación: Puntos · Diferencia de goles · Goles a favor · Goles a favor como visitante · Enfrentamientos directos · Fair Play · Sorteo
| C.D. Muxes      | 1 – 4 | América Sub-19  | Deportivo Lázaro Cárdenas | 27 de julio | 12:00 |
| Héroes de Zaci  | 0 – 2 | Atlético Aragón | Deportivo Lázaro Cárdenas | 27 de julio | 14:15 |
| Héroes de Zaci  | 0 – 1 | América Sub-19  | Deportivo Lázaro Cárdenas | 30 de julio | 10:30 |
| C.D. Muxes      | 0 – 1 | Atlético Aragón | Deportivo Lázaro Cárdenas | 30 de julio | 13:00 |
| C.D. Muxes      | 2 – 0 | Héroes de Zaci  | Deportivo Lázaro Cárdenas | 2 de agosto | 11:00 |
| Atlético Aragón | 1 – 0 | América Sub-19  | Los Pinos                 | 2 de agosto | 12:00 |

### Grupo 15
| Pos. | Equipo           | Pts. | PJ | G | E | P | GF | GC | Dif. | Clasificación          |
| ---- | ---------------- | ---- | -- | - | - | - | -- | -- | ---- | ---------------------- |
| 1    | Cruz Azul Sub-19 | 7    | 3  | 2 | 1 | 0 | 2  | 0  | +2   | Avanza a la fase final |
| 2    | Ecatepec F.C.    | 6    | 3  | 2 | 0 | 1 | 3  | 2  | +1   |                        |
| 3    | Cordobés F.C.    | 4    | 3  | 0 | 2 | 1 | 0  | 1  | −1   |                        |
| 4    | Oceanía F.C.     | 1    | 3  | 0 | 1 | 2 | 1  | 3  | −2   |                        |

Actualizado a los partidos jugados el 2 de agosto de 2024.
 Fuente: Copa Promesas MX
Criterios de clasificación: Puntos · Diferencia de goles · Goles a favor · Goles a favor como visitante · Enfrentamientos directos · Fair Play · Sorteo
| Cordobés F.C. | (6) 0 – 0 (5) | Cruz Azul Sub-19 | Alberto Pérez Navarro             | 27 de julio | 11:00 |
| Oceanía F.C.  | 1 – 2         | Ecatepec F.C.    | Deportivo Francisco Zarco Campo 4 | 27 de julio | 16:00 |
| Ecatepec F.C. | 0 – 1         | Cruz Azul Sub-19 | Guadalupe Victoria                | 30 de julio | 14:00 |
| Oceanía F.C.  | (0) 0 – 0 (2) | Cordobés F.C.    | Deportivo Francisco Zarco Campo 4 | 31 de julio | 13:00 |
| Oceanía F.C.  | 0 – 1         | Cruz Azul Sub-19 | Deportivo Francisco Zarco Campo 4 | 2 de agosto | 13:00 |
| Ecatepec F.C. | 1 – 0         | Cordobés F.C.    | Guadalupe Victoria                | 2 de agosto | 14:00 |

### Grupo 16
| Pos. | Equipo          | Pts. | PJ | G | E | P | GF | GC | Dif. | Clasificación          |
| ---- | --------------- | ---- | -- | - | - | - | -- | -- | ---- | ---------------------- |
| 1    | Zacatepec       | 7    | 3  | 2 | 1 | 0 | 7  | 1  | +6   | Avanza a la fase final |
| 2    | Tigres Yautepec | 7    | 3  | 1 | 2 | 0 | 4  | 2  | +2   |                        |
| 3    | UNAM Sub-19     | 4    | 3  | 1 | 1 | 1 | 9  | 4  | +5   |                        |
| 4    | Arietes F.C.    | 0    | 3  | 0 | 0 | 3 | 4  | 17 | −13  |                        |

Actualizado a los partidos jugados el 2 de agosto de 2024.
 Fuente: Copa Promesas MX
Criterios de clasificación: Puntos · Diferencia de goles · Goles a favor · Goles a favor como visitante · Enfrentamientos directos · Fair Play · Sorteo
| Zacatepec       | 1 – 0         | UNAM Sub-19  | Agustín Coruco Díaz            | 27 de julio | 17:00 |
| Tigres Yautepec | 3 – 1         | Arietes F.C. | Campo deportivo Yautepec       | 27 de julio | 17:00 |
| Arietes F.C.    | 2 – 8         | UNAM Sub-19  | Deportivo Los Galeana Campo 10 | 30 de julio | 10:00 |
| Tigres Yautepec | (4) 0 – 0 (1) | Zacatepec    | Campo deportivo Yautepec       | 30 de julio | 17:00 |
| Arietes F.C.    | 1 – 6         | Zacatepec    | Deportivo Los Galeana Campo 10 | 2 de agosto | 10:00 |
| Tigres Yautepec | (4) 1 – 1 (3) | UNAM Sub-19  | Campo deportivo Yautepec       | 2 de agosto | 17:00 |

## Fase final
La fase final será disputada por los 16 equipos que terminen la etapa de grupos como líderes de su respectivo sector. Se llevará a cabo mediante rondas de octavos, cuartos de final, semifinales y la final. En octavos y cuartos de final los partidos serán jugados en las canchas de los equipos de la categoría menor, mientras que las semifinales y la final serán disputadas en el complejo deportivo ubicado en la sede de la Federación Mexicana de Fútbol en Toluca.
|  | Octavos de final        | Octavos de final        |                   |       | Cuartos de final     | Cuartos de final     |  |  | Semifinales          | Semifinales          |  |  | Final                | Final                |
|  | 6 y 7 de agosto de 2024 | 6 y 7 de agosto de 2024 |                   |       | 10 de agosto de 2024 | 10 de agosto de 2024 |  |  | 14 de agosto de 2024 | 14 de agosto de 2024 |  |  | 20 de agosto de 2024 | 20 de agosto de 2024 |
|  |                         |                         |                   |       |                      |                      |  |  |                      |                      |  |  |                      |                      |
|  |                         |                         |                   |       |                      |                      |  |  |                      |                      |  |  |                      |                      |
|  |                         |                         |                   |       |                      |                      |  |  |                      |                      |  |  |                      |                      |
|  | Santiago F.C.           | 2                       |                   |       |                      |                      |  |  |                      |                      |  |  |                      |                      |
|  | Santiago F.C.           | 2                       |                   |       |                      |                      |  |  |                      |                      |  |  |                      |                      |
|  | Necaxa Sub-19           | 0                       |                   |       |                      |                      |  |  |                      |                      |  |  |                      |                      |
|  | Necaxa Sub-19           | 0                       | Santiago F.C.     | 2     |                      |                      |  |  |                      |                      |  |  |                      |                      |
|  |                         |                         |                   | 2     |                      |                      |  |  |                      |                      |  |  |                      |                      |
|  |                         | Santos Sub-19           | 1                 |       |                      |                      |  |  |                      |                      |  |  |                      |                      |
|  | La Tribu de Juárez      | Santos Sub-19           | 1                 | 3 (4) |                      |                      |  |  |                      |                      |  |  |                      |                      |
|  | La Tribu de Juárez      |                         |                   | 3 (4) |                      |                      |  |  |                      |                      |  |  |                      |                      |
|  | Santos Sub-19 (p)       | 3 (5)                   |                   |       |                      |                      |  |  |                      |                      |  |  |                      |                      |
|  | Santos Sub-19 (p)       | 3 (5)                   | Santiago F.C.     | 2     |                      |                      |  |  |                      |                      |  |  |                      |                      |
|  |                         |                         |                   | 2     |                      |                      |  |  |                      |                      |  |  |                      |                      |
|  |                         | Atlas Sub-19            | 1                 |       |                      |                      |  |  |                      |                      |  |  |                      |                      |
|  | Tijuana Sub-19          | Atlas Sub-19            | 1                 | 1     |                      |                      |  |  |                      |                      |  |  |                      |                      |
|  | Tijuana Sub-19          |                         |                   | 1     |                      |                      |  |  |                      |                      |  |  |                      |                      |
|  | Mazatlán Sub-19         | 2                       |                   |       |                      |                      |  |  |                      |                      |  |  |                      |                      |
|  | Mazatlán Sub-19         | 2                       | Mazatlán Sub-19   | 0     |                      |                      |  |  |                      |                      |  |  |                      |                      |
|  |                         |                         |                   | 0     |                      |                      |  |  |                      |                      |  |  |                      |                      |
|  |                         | Atlas Sub-19            | 2                 |       |                      |                      |  |  |                      |                      |  |  |                      |                      |
|  | Diablos Tesistán        | Atlas Sub-19            | 2                 | 1 (1) |                      |                      |  |  |                      |                      |  |  |                      |                      |
|  | Diablos Tesistán        |                         |                   | 1 (1) |                      |                      |  |  |                      |                      |  |  |                      |                      |
|  | Atlas Sub-19 (p)        | 1 (4)                   |                   |       |                      |                      |  |  |                      |                      |  |  |                      |                      |
|  | Atlas Sub-19 (p)        | 1 (4)                   | Santiago F.C.     | 0 (3) |                      |                      |  |  |                      |                      |  |  |                      |                      |
|  |                         |                         |                   | 0 (3) |                      |                      |  |  |                      |                      |  |  |                      |                      |
|  |                         | Halcones F.C. (p)       | 0 (4)             |       |                      |                      |  |  |                      |                      |  |  |                      |                      |
|  | Delfines UGM            | Halcones F.C. (p)       | 0 (4)             | 1     |                      |                      |  |  |                      |                      |  |  |                      |                      |
|  | Delfines UGM            |                         |                   | 1     |                      |                      |  |  |                      |                      |  |  |                      |                      |
|  | Cruz Azul Sub-19        | 0                       |                   |       |                      |                      |  |  |                      |                      |  |  |                      |                      |
|  | Cruz Azul Sub-19        | 0                       | Delfines UGM      | 0     |                      |                      |  |  |                      |                      |  |  |                      |                      |
|  |                         |                         |                   | 0     |                      |                      |  |  |                      |                      |  |  |                      |                      |
|  |                         | Halcones F.C.           | 1                 |       |                      |                      |  |  |                      |                      |  |  |                      |                      |
|  | Halcones F.C.           | Halcones F.C.           | 1                 | 1     |                      |                      |  |  |                      |                      |  |  |                      |                      |
|  | Halcones F.C.           |                         |                   | 1     |                      |                      |  |  |                      |                      |  |  |                      |                      |
|  | León Sub-19             | 0                       |                   |       |                      |                      |  |  |                      |                      |  |  |                      |                      |
|  | León Sub-19             | 0                       | Halcones F.C. (p) | 0 (4) |                      |                      |  |  |                      |                      |  |  |                      |                      |
|  |                         |                         |                   | 0 (4) |                      |                      |  |  |                      |                      |  |  |                      |                      |
|  |                         | Pachuca Sub-19          | 0 (3)             |       |                      |                      |  |  |                      |                      |  |  |                      |                      |
|  | Atlético Aragón         | Pachuca Sub-19          | 0 (3)             | 1 (2) |                      |                      |  |  |                      |                      |  |  |                      |                      |
|  | Atlético Aragón         |                         |                   | 1 (2) |                      |                      |  |  |                      |                      |  |  |                      |                      |
|  | Toluca Sub-19 (p)       | 1 (3)                   |                   |       |                      |                      |  |  |                      |                      |  |  |                      |                      |
|  | Toluca Sub-19 (p)       | 1 (3)                   | Toluca Sub-19     | 3     |                      |                      |  |  |                      |                      |  |  |                      |                      |
|  |                         |                         |                   | 3     |                      |                      |  |  |                      |                      |  |  |                      |                      |
|  |                         | Pachuca Sub-19 (p)      | 3                 |       |                      |                      |  |  |                      |                      |  |  |                      |                      |
|  | Zacatepec               | Pachuca Sub-19 (p)      | 3                 | 0     |                      |                      |  |  |                      |                      |  |  |                      |                      |
|  | Zacatepec               |                         |                   | 0     |                      |                      |  |  |                      |                      |  |  |                      |                      |
|  | Pachuca Sub-19          | 1                       |                   |       |                      |                      |  |  |                      |                      |  |  |                      |                      |
|  | Pachuca Sub-19          | 1                       |                   |       |                      |                      |  |  |                      |                      |  |  |                      |                      |

### Octavos de final
| 6 de agosto de 2024 | La Tribu de Ciudad Juárez          | 3:3 (2:1) (4:5 p.) | Santos Laguna Sub-19                     | Complejo La Tribu, Ciudad Juárez, Chihuahua |                                        |
| 10:00 (UTC -6)      | C. Martínez 1' · D. Parra 15', 66' | Reporte            | 18', 56' L. Mascareño · 60' J. Sifuentes | Árbitro(s): Ángel Efrén Sotelo Centeno      | Árbitro(s): Ángel Efrén Sotelo Centeno |

| 6 de agosto de 2024 | Santiago F.C.         | 2:0 (1:0) | Necaxa Sub-19 | Cancha FCD El Barrial, Santiago, Nuevo León |                                        |
| 19:00 (UTC -6)      | J. Ontiveros 18', 59' | Reporte   |               | Árbitro(s): Irvin Aldair Acosta Urbina      | Árbitro(s): Irvin Aldair Acosta Urbina |

| 6 de agosto de 2024 | Tijuana Sub-19   | 1:2 (0:0) | Mazatlán Sub-19                 | Instalaciones Club Tijuana, Tijuana, Baja California |                                        |
| 9:00 (UTC -7)       | J. Hernández 89' | Reporte   | 59' G. Ávila · 69' B. Gutiérrez | Árbitro(s): José Manuel Guillén Guerra               | Árbitro(s): José Manuel Guillén Guerra |

| 6 de agosto de 2024 | Diablos Tesistán | 1:1 (0:1) (1:4 p.) | Atlas Sub-19 | Club Diablos Tesistán, Tesistán, Jalisco |                                       |
| 16:00 (UTC -6)      |                  | Reporte            |              | Árbitro(s): José Andrés Elías Zarzoza    | Árbitro(s): José Andrés Elías Zarzoza |

| 7 de agosto de 2024 | Halcones F.C.  | 1:0 (0:0) | León Sub-19 | Estadio Olímpico Alameda, Querétaro, Querétaro |                                             |
| 16:00 (UTC -6)      | B. Padilla 55' | Reporte   |             | Árbitro(s): Luigui Israel Casillas Lupercio    | Árbitro(s): Luigui Israel Casillas Lupercio |

| 6 de agosto de 2024 | Atlético Aragón | 1:1 (0:1) (2:3 p.) | Toluca Sub-19 | Estadio Los Pinos, Cuautitlán, Estado de México |                                      |
| 12:00 (UTC -6)      | A. Flores 87'   | Reporte            | 17' O. Virgen | Árbitro(s): Oscar Yair Toledo Pineda            | Árbitro(s): Oscar Yair Toledo Pineda |

| 6 de agosto de 2024 | Delfines UGM   | 1:0 (0:0) | Cruz Azul Sub-19 | Estadio UGM, Nogales, Veracruz                |                                               |
| 15:00 (UTC -6)      | J. Cancino 90' | Reporte   |                  | Árbitro(s): Andrés Benjamín Hernández Barraza | Árbitro(s): Andrés Benjamín Hernández Barraza |

| 6 de agosto de 2024 | Zacatepec      | 0:1(1)  | Pachuca Sub-19 | Estadio Agustín Coruco Díaz, Zacatepec, Morelos |                                          |
| 17:00 (UTC -6)      | S. Estrada 50' | Reporte |                | Árbitro(s): José Carlos Meléndez Cansino        | Árbitro(s): José Carlos Meléndez Cansino |

### Cuartos de final
| 10 de agosto de 2024 | Santiago F.C.                  | 2:1 (1:1) | Santos Sub-19  | Cancha FCD El Barrial, Santiago, Nuevo León |                                           |
| 19:00 (UTC -6)       | P. Sánchez 45' · J. Quiroz 84' | Reporte   | 40' E. de Luna | Árbitro(s): Rolando Arturo Alcalá Ramírez   | Árbitro(s): Rolando Arturo Alcalá Ramírez |

| 10 de agosto de 2024 | Mazatlán Sub-19 | 0:2 (0:1) | Atlas Sub-19                 | Estadio El Encanto, Mazatlán, Sinaloa    |                                          |
| 11:00 (UTC -7)       |                 | Reporte   | 45' G. Gómez · 56' J. Gaytán | Árbitro(s): Luis Antonio Ayala Ceniceros | Árbitro(s): Luis Antonio Ayala Ceniceros |

| 11 de agosto de 2024 | Toluca Sub-19                               | 3:3 (0:1) | Pachuca Sub-19                              | Instalaciones de Metepec Cancha 6, Metepec, Estado de México |                                            |
| 9:00 (UTC -6)        | E. Orta 74' · D. Moreno 77' · C. Torres 86' | Reporte   | 43' D. Méndez · 63' J. Lara · 90' J. Molina | Árbitro(s): Rogelio Sergio Arellano Corona                   | Árbitro(s): Rogelio Sergio Arellano Corona |

| 10 de agosto de 2024 | Delfines UGM | 0:1 (0:0) | Halcones F.C. | Estadio UGM, Nogales, Veracruz            |                                           |
| 13:00 (UTC -6)       |              | Reporte   | 52' W. Torres | Árbitro(s): Octavio Paúl Macías Velázquez | Árbitro(s): Octavio Paúl Macías Velázquez |

### Semifinales
| 14 de agosto de 2024 | Santiago F.C.                  | 2:1 (1:0) | Atlas Sub-19 | Cancha FCD El Barrial, Santiago, Nuevo León |                                        |
| 19:00 (UTC -6)       | P. Sánchez 18' · J. Quiroz 89' | Reporte   | 50' G. Gómez | Árbitro(s): Irvin Aldair Acosta Urbina      | Árbitro(s): Irvin Aldair Acosta Urbina |

| 14 de agosto de 2024 | Halcones F.C. | 0:0 (4:3 p.) | Pachuca Sub-19 | Estadio Olímpico Alameda, Querétaro, Querétaro |                                      |
| 19:00 (UTC -6)       |               | Reporte      |                | Árbitro(s): Francisco Pérez Toledano           | Árbitro(s): Francisco Pérez Toledano |

### Final
| 13    | POR   | Efrén Vargas    |     |
| 3     | DEF   | Ángel García    |     |
| 4     | DEF   | Héctor Vargas   |     |
| 24    | DEF   | Jesús González  |     |
| 25    | DEF   | Juan Mercado    | 58' |
| 27    | DEF   | Emilio Cárdenas |     |
| 6     | MED   | Diego Cervantes | 89' |
| 10    | MED   | Bryan Padilla   |     |
| 11    | MED   | Wilson Torres   |     |
| 18    | MED   | Diego Nabor     | 58' |
| 21    | DEL   | Dayton Chávez   | 89' |
| D. T. | D. T. | Carlos Salcido  |     |

| 1     | POR   | Johnjairo Hinojosa |     |
| 5     | DEF   | Oswaldo Bernal     |     |
| 11    | DEF   | Miguel Riestra     | 67' |
| 15    | DEF   | Kevin Cedillo      | 77' |
| 7     | DEF   | Johan Rodríguez    |     |
| 18    | DEF   | José Ontiveros     |     |
| 6     | MED   | José Rodríguez     |     |
| 17    | MED   | Pablo Sánchez      |     |
| 24    | MED   | Diego Agüero       |     |
| 9     | DEL   | Juan Gámez         | 67' |
| 20    | DEL   | Josué Morales      | 51' |
| D. T. | D. T. | Martín Moreno      |     |

| 2 | Defensa        | Kevin Chávez       | 58' |
| 9 | Delantero      | Alejandro Frausto  | 58' |
| 7 | Delantero      | Jorge Gámez        | 89' |
| 8 | Centrocampista | Carlos Salcido Jr. | 89' |

| 13 | Delantero | Jesús Quiroz     | 51' |
| 22 | Delantero | Emilio Cepeda    | 67' |
| 21 | Defensa   | Mauricio Morales | 67' |
| 8  | Defensa   | Erick Ávalos     | 77' |

| 23' | Ángel García |

| Principal  | Víctor Alfonso Cáceres Hernández |
| Asistentes | Ismael Abdiel Reyes Rodríguez    |
|            | Dario Cortés Mendoza             |
| Cuarto     | Francisco Pérez Toledano         |

| 13    | POR   | Efrén Vargas    |     |
| 3     | DEF   | Ángel García    |     |
| 4     | DEF   | Héctor Vargas   |     |
| 24    | DEF   | Jesús González  |     |
| 25    | DEF   | Juan Mercado    | 58' |
| 27    | DEF   | Emilio Cárdenas |     |
| 6     | MED   | Diego Cervantes | 89' |
| 10    | MED   | Bryan Padilla   |     |
| 11    | MED   | Wilson Torres   |     |
| 18    | MED   | Diego Nabor     | 58' |
| 21    | DEL   | Dayton Chávez   | 89' |
| D. T. | D. T. | Carlos Salcido  |     |

| 1     | POR   | Johnjairo Hinojosa |     |
| 5     | DEF   | Oswaldo Bernal     |     |
| 11    | DEF   | Miguel Riestra     | 67' |
| 15    | DEF   | Kevin Cedillo      | 77' |
| 7     | DEF   | Johan Rodríguez    |     |
| 18    | DEF   | José Ontiveros     |     |
| 6     | MED   | José Rodríguez     |     |
| 17    | MED   | Pablo Sánchez      |     |
| 24    | MED   | Diego Agüero       |     |
| 9     | DEL   | Juan Gámez         | 67' |
| 20    | DEL   | Josué Morales      | 51' |
| D. T. | D. T. | Martín Moreno      |     |

| 2 | Defensa        | Kevin Chávez       | 58' |
| 9 | Delantero      | Alejandro Frausto  | 58' |
| 7 | Delantero      | Jorge Gámez        | 89' |
| 8 | Centrocampista | Carlos Salcido Jr. | 89' |

| 13 | Delantero | Jesús Quiroz     | 51' |
| 22 | Delantero | Emilio Cepeda    | 67' |
| 21 | Defensa   | Mauricio Morales | 67' |
| 8  | Defensa   | Erick Ávalos     | 77' |

| 23' | Ángel García |

| Principal  | Víctor Alfonso Cáceres Hernández |
| Asistentes | Ismael Abdiel Reyes Rodríguez    |
|            | Dario Cortés Mendoza             |
| Cuarto     | Francisco Pérez Toledano         |

| 13    | POR   | Efrén Vargas    |     |
| 3     | DEF   | Ángel García    |     |
| 4     | DEF   | Héctor Vargas   |     |
| 24    | DEF   | Jesús González  |     |
| 25    | DEF   | Juan Mercado    | 58' |
| 27    | DEF   | Emilio Cárdenas |     |
| 6     | MED   | Diego Cervantes | 89' |
| 10    | MED   | Bryan Padilla   |     |
| 11    | MED   | Wilson Torres   |     |
| 18    | MED   | Diego Nabor     | 58' |
| 21    | DEL   | Dayton Chávez   | 89' |
| D. T. | D. T. | Carlos Salcido  |     |

| 1     | POR   | Johnjairo Hinojosa |     |
| 5     | DEF   | Oswaldo Bernal     |     |
| 11    | DEF   | Miguel Riestra     | 67' |
| 15    | DEF   | Kevin Cedillo      | 77' |
| 7     | DEF   | Johan Rodríguez    |     |
| 18    | DEF   | José Ontiveros     |     |
| 6     | MED   | José Rodríguez     |     |
| 17    | MED   | Pablo Sánchez      |     |
| 24    | MED   | Diego Agüero       |     |
| 9     | DEL   | Juan Gámez         | 67' |
| 20    | DEL   | Josué Morales      | 51' |
| D. T. | D. T. | Martín Moreno      |     |

| 2 | Defensa        | Kevin Chávez       | 58' |
| 9 | Delantero      | Alejandro Frausto  | 58' |
| 7 | Delantero      | Jorge Gámez        | 89' |
| 8 | Centrocampista | Carlos Salcido Jr. | 89' |

| 13 | Delantero | Jesús Quiroz     | 51' |
| 22 | Delantero | Emilio Cepeda    | 67' |
| 21 | Defensa   | Mauricio Morales | 67' |
| 8  | Defensa   | Erick Ávalos     | 77' |

| 23' | Ángel García |

| Principal  | Víctor Alfonso Cáceres Hernández |
| Asistentes | Ismael Abdiel Reyes Rodríguez    |
|            | Dario Cortés Mendoza             |
| Cuarto     | Francisco Pérez Toledano         |

| 13    | POR   | Efrén Vargas    |     |
| 3     | DEF   | Ángel García    |     |
| 4     | DEF   | Héctor Vargas   |     |
| 24    | DEF   | Jesús González  |     |
| 25    | DEF   | Juan Mercado    | 58' |
| 27    | DEF   | Emilio Cárdenas |     |
| 6     | MED   | Diego Cervantes | 89' |
| 10    | MED   | Bryan Padilla   |     |
| 11    | MED   | Wilson Torres   |     |
| 18    | MED   | Diego Nabor     | 58' |
| 21    | DEL   | Dayton Chávez   | 89' |
| D. T. | D. T. | Carlos Salcido  |     |

| 1     | POR   | Johnjairo Hinojosa |     |
| 5     | DEF   | Oswaldo Bernal     |     |
| 11    | DEF   | Miguel Riestra     | 67' |
| 15    | DEF   | Kevin Cedillo      | 77' |
| 7     | DEF   | Johan Rodríguez    |     |
| 18    | DEF   | José Ontiveros     |     |
| 6     | MED   | José Rodríguez     |     |
| 17    | MED   | Pablo Sánchez      |     |
| 24    | MED   | Diego Agüero       |     |
| 9     | DEL   | Juan Gámez         | 67' |
| 20    | DEL   | Josué Morales      | 51' |
| D. T. | D. T. | Martín Moreno      |     |

| 2 | Defensa        | Kevin Chávez       | 58' |
| 9 | Delantero      | Alejandro Frausto  | 58' |
| 7 | Delantero      | Jorge Gámez        | 89' |
| 8 | Centrocampista | Carlos Salcido Jr. | 89' |

| 13 | Delantero | Jesús Quiroz     | 51' |
| 22 | Delantero | Emilio Cepeda    | 67' |
| 21 | Defensa   | Mauricio Morales | 67' |
| 8  | Defensa   | Erick Ávalos     | 77' |

| 23' | Ángel García |

| Principal  | Víctor Alfonso Cáceres Hernández |
| Asistentes | Ismael Abdiel Reyes Rodríguez    |
|            | Dario Cortés Mendoza             |
| Cuarto     | Francisco Pérez Toledano         |

| Campeón Copa Promesas MX 2024 |
| ----------------------------- |
|                               |
| Halcones F.C.                 |
| 1° Título                     |

## Máximos goleadores
Lista con los máximos goleadores del torneo.
- Datos según la página oficial.

Fecha de actualización: 3 de agosto de 2024
| Pos. | Jugador            | Club                      | Goles | Part. | Prom. | Min. | M/G   |
| ---- | ------------------ | ------------------------- | ----- | ----- | ----- | ---- | ----- |
| 1º   | Dayton Chávez      | Halcones F.C.             | 5     | 3     | 1.67  | 182  | 36.4  |
| 2º   | Ian Zavala         | Pachuca Sub-19            | 4     | 3     | 1.33  | 255  | 85    |
| =    | Matías Díaz        | Potosinos F.C.            | 4     | 3     | 1.33  | 261  | 87    |
| =    | Ayrton Sisa        | Zitácuaro                 | 4     | 3     | 1.33  | 224  | 56    |
| =    | Ángel González     | Titanes de Querétaro      | 4     | 3     | 1.33  | 99   | 33    |
| 6º   | Nicolás Jiménez    | Atlético Aragón           | 3     | 3     | 1     | 270  | 90    |
| =    | Daniel Parra       | La Tribu de Ciudad Juárez | 3     | 3     | 1     | 150  | 50    |
| =    | Edrei García       | Tigres Yautepec           | 3     | 3     | 1     | 270  | 90    |
| =    | Juan Pablo Cázares | Querétaro Sub-19          | 3     | 2     | 1.5   | 114  | 38    |
| =    | Horacio Sánchez    | América Sub-19            | 3     | 2     | 1.5   | 181  | 60.33 |
| =    | Christian González | C.F. Nuevo León           | 3     | 2     | 1.5   | 154  | 51.33 |